# Margaret Scriven
Margaret Croft "Peggy" Scriven Vivian, född 17 oktober 1912 i Leeds, England, död 25 januari 2001, var en brittisk vänsterhänt tennisspelare aktiv under 1930-talet och fram till 1947.  

## Tenniskarriären
Scriven vann två gånger singeltiteln i Grand Slam-turneringen Franska mästerskapen. Första gången var 1933 då hon finalbesegrade fransyskan Simone Mathieu med 6–2, 4–6, 6–4. Hon försvarade framgångsrikt sin titel året därpå. I finalen 1934 besegrade hon den förstaseedade amerikanskan Helen Jacobs med 7–5, 4–6, 6–1. Året därpå, 1935, nådde hon semifinalen i Franska mästerskapen. Scriven hade också framgångar i Wimbledonmästerskapen och spelade vid fyra tillfällen kvartsfinal under 1930-talet.
År 1933 vann Margaret Scriven mixed dubbeltiteln i Franska mästerskapen tillsammans med den australiske spelaren Jack Crawford. I finalen besegrade de paret Betty Nuthall/Fred Perry (6–2, 6–3). Hon vann också dubbeltiteln i samma turnering 1935 tillsammans med landsmaninnan Kay Stammers genom finalseger över Hilde Krahwinkel Sperling/Ida Adamoff (6–4, 6–0).

## Spelaren och personen
Margaret Scriven var en i stort sett självlärd tennisspelare. Detta medförde att hon använde en något avig stil när hon slog sina grundslag. Hennes spel kännetecknades visserligen av en effektiv forehand, men framförallt förlitade hon sig på ett tålmodigt spel som innebar att hon väntade ut motståndarens misstag. Hon vann sin första mästerskapstitel vid 17 års ålder (1929) då hon blev brittisk juniormästare i singel.

## Grand Slam-titlar
- Franska mästerskapen
  - Singel - 1933, 1934
  - Dubbel - 1935
  - Mixed dubbel - 1933